# عبد الله العروي
عبد الله العروي (مواليد 7 نوفمبر 1933) هو مؤرخ وروائي ومفكر مغربي، يُعتبر من المفكرين الذين اتخذوا التاريخانية الجديدة مذهبًا وفلسفة ومنهجًا للتحليل، كما يُعد العروي أيضًا من أنصار القطيعة مع التراث العربي والإسلامي ومن دعاة تبني الحداثة الغربية كقيمة انسانية. حصل على جائزة شخصية العام الثقافية في الدورة الحادية عشرة لجائزة الشيخ زايد للكتاب 2017.

## مسيرته
وُلد عبد الله العروي في 7 نوفمبر 1933 بمدينة أزمور، لعائلة ذات نفوذ كبير، توفيت والدته وهو في سن صغيرة.
تلقى تعليمه الابتدائي والإعدادي في أزمور ومراكش، ثم انتقل إلى الرباط حيث حصل على البكالوريا سنة 1953، بعد ذلك انتقل إلى فرنسا لدراسة العلوم السياسية، حيث حصل على البكالوريوس من معهد الدراسات السياسية بباريس سنة 1956، أتمّ دراسته العليا فحصل على دبلوم السلك الثالث في التاريخ سنة 1958 وشهادة التبريز كأستاذ مبرز في الإسلاميات سنة 1963.
حصل على دكتوراه سنة 1976 عن أطروحة بعنوان «الأصول الاجتماعية والثقافية للوطنية المغربية: 1830-1912». اشتغل بعد ذلك مدرسًا بكلية العلوم الإنسانية في جامعة محمد الخامس إلى أن تقاعد عن العمل سنة 2000.

## منهاجه الفكري
يعد عبد الله العروي من المؤمنين بالمنهج المعرفي (ايبستيمولوجيا) لمعالجة قضايا وإشكالات الفكر العربي (بحكم اهتمام المفكر كثيرا بالقضايا العربية خاصة الفكر العربي والتراث). وهذا المنهج الذي اعتمد عليه عبد الله العروي يرتكز على جانبين اثنين هما:

##### الجانب التاريخاني[3][4][11]
وفي هذا الصدد يرى عبد الله العروي أن التاريخانية هي السعي والإحاطة بالوقائع التاريخية على أرضية التاريخ نفسه مع ضرورة التفريق بين مجال العمل التاريخي والمجال الفلسفي التأملي، وباعتبار العروي أحد معتنقي التاريخانية فإن لها تعريفا خاصا بها لديه وهو «ليست التاريخانيّة مذهبا فلسفيّا تأمّليّا، وإنّما هي موقف أخلاقي يرى في التاريخ، بصفته مجموع الوقائع الإنسانيّة، مخبرا للأخلاق وبالتالي للسياسة. لا يُعنى التاريخاني بالحقيقة بقدر ما يُعنى بالسلوك، بوقفة الفرد بين الأبطال. التاريخ في نظره، هو معرفة عمليّة أوّلا وأخيرا» (ثقافتنا في ضوء التاريخ، 1988، ص 16). 
لكن استنادا على ما سبق فإن عبد الله العروي يعرف التاريخانية على أنها دلالة فرضتها بنية المجتمعات المتأخرة «أما في ما يخصني، فلمفهوم» التاريخانية«معنى مختلف ومغاير، لأسباب كلها تعود إلى تباين موقعي ومواضعي، وبما أن» التاريخانية«حَدَتْ بفلاسفة الغرب إلى الانكباب على تاريخ مجتمعاتهم وحضارتهم، فإنها عندي دليل يُحيلني على مجتمعي وتاريخه، ولو اكتفيت بالتموضع في» التاريخانية«كفلسفة أو ككتلة أفكار، لكنت مجرد داعية شأن» البرجسونيين«أو» السارتريين«العرب»(سالم حميش، «معهم حيث هم»، بيت الحكمة، الدار البيضاء،1988). مما سبق يتضح أن العروي يرى في التاريخانية تلك الرؤية التي أحالته إلى تاريخه ومجتمعه أي إلى (التأخر التاريخي العربي) الذي تشكل بالنسبة له من: الفكر اللاتاريخي، تخلف الذهنية والفقر الإيديولوجي.
التاريخانية كما يراها العروي تعتمد على أربعة مبادئ هي تباعا:
- ثبوت قوانين التطور التاريخي (حتمية المراحل).
- وحدة الخط التاريخي (الماضي نحو المستقبل).
- إمكانية اقتباس الثقافة (وحدة الجنس)
- ايجابية دور المثقف والسياسي (الطفرة واقتصاد الزمن)

##### الجانب التأسيسي[10]
إن العروي يرى أن العقل يتأسس على مفاهيم محددة وواضحة يمكن الاستعانة بها في إنشاء البناء العقلي، وهو موقف ديكارتي معروف باعتباره أول التأسيسيين، هذا المنهج يظهر بوضوح في سلسلة مفاهيم عبد الله العروي (مفهوم الإيديولوجيا، مفهوم الحرية، مفهوم الدولة، مفهوم التاريخ، مفهوم العقل)، وقد وضح منهاجه التأسيسي في مقدمة كتابه «مفهوم الحرية» (ص5):
« إننا لا نبحث في مفاهيم مجردة لا يحدها زمان ولا مكان، بل نبحث في مفاهيم تستعملها جماعة قومية معاصرة هي الجماعة العربية. إننا نحلل تلك المفاهيم ونناقشها لا لنتوصل إلى صفاء الذهن ودقة التعبير وحسب، بل لأننا نعتقد أن نجاعة العمل العربي مشروطة بتلك الدقة وذلك الصفاء. لهذا السبب نحرص على البدء بوصف الواقع المجتمعي: آخذين المفاهيم أولا كشعارات تحدد الأهداف وتنير مسار النشاط القومي. وانطلاقا من تلك الشعارات نتوخى الوصول إلى مفاهيم معقولة صافية من جهة ونلتمس من جهة ثانية حقيقة المجتمع العربي الراهن. رافضين البدء بمفاهيم مسبقة نحكم بها على صحة الشعارات إلى جانب تخلينا عن لعبة تصور واقع خيالي نعتبره مثلا أعلى نقيس عليه الشعارات، لأننا نعتقد أن أيسر مدخل إلى روح أي مجتمع هو مجموع شعارات ذلك المجتمع.»

## موقفه الفكري
اعتنق عبد الله العروي نظريا فكرة الحداثة، وهنا نتحدث عن الحداثة الغربية كما آمن بأفكار ماركس المتعلقة بالحداثة، وفي هذا الشأن يقول العروي في أحد تصريحاته «كان الكثيرون يستشهدون بماركس، ولكن لأهداف سياسية فقط، فقلت إن ماركس النافع هو ملخّص ومؤول ومنظر الفكر الأوروبي العام، الذي يمثّل الحداثة بكل مظاهرها. الأفضل لنا، نحن العرب، في وضعنا الثقافي الحالي، أن نأخذ من ماركس معلماً ومرشداً نحو العلم والثقافة من أن نأخذه كزعيم سياسي.»
وفي ضوء ما سبق يرى العروي أن النهضة العربية قرينة بالتحاق المجتمعات العربية بالحداثة التي لا يمكن أن تكون إلا من خلال الإيمان بالمقومات الأساسية للحداثة الغربية التي تتجلى في العقلانية والتقدم والنقد ومسؤولية الإنسان عن نفسه نظريا، أما عمليا فتبني العلمانية والماركسية والدولة المركزية.
لكل هذه الأسباب يرى أن المجتمعات العربية لا يمكنها أن تحقق النهضة المنشودة في ظل تشبث المجتمعات بالماضي لهذا يدعو للحكم على التراث العربي/ الإسلامي ونقده فيما يصطلح عليه «القطيعة المعرفية» مع التراث التي تؤمن بالقطع مع الأساليب والمناهج العقلية للبحث الفكري التي استخدمت في التراث (أي التراث العربي/الإسلامي)، واستبدالها بالأساليب والمناهج العقلية الحديثة والمعاصرة. وهذا المفهوم هو مفهوم مركزي عند عبد الله العروي حيث يقول في كتابه مفهوم العقل (9-12):
"حاولت في كل ما كتبت أن أوضح أن الوضعية التاريخية التي نعيشها، والتي لا نستطيع أن ننفيها، تجعل من كل أحكامنا على حالات خاصة أقوالا هادفة، مصلحية تبريرية. لا فائدة في الحكم عليها بأنها حق أو باطل. بالنسبة لأي مقياس؟ فهي إما مساوقة لأهدافها المعلنة وإما معاكسة لها، فتصبح المسألة متعلقة فقط بالتماسك في المنهج والانطباق على الواقع...
إذا اتضح أن عهد التقرير (اعلم أن..) قد انتهى بانحلال قاعدته المادية والاجتماعية والفكرية، وكذلك عهد منطق المناظرة (إذا أورد فالجواب..)، يتضح عندئذ أنه لم يعد هناك بداهة جاهزة، ضرورة منطقية، يركن إليها الجميع تلقائيا وتتماسك بها الأفكار. لابد إذن من امتلاك بداهة جديدة. وهذا لا يكون إلا بالقفز فوق حاجز معرفي، حاجز تراكم المعلومات التقليدية، لا يفيد فيها أبدا النقد الجزئي، بل ما يفيد هو طي الصفحة. وهذا ما أسميته ولا أزال أسميه بالقطيعة المنهجية (استعملت العبارة قبل أن تصبح متداولة بين دارسي منطق العلوم)...
أما المنهج موضوع سلسلة مفاهيم، فهو شيء آخر، بعيد عن الاصطلاح والتواضع. تتعلق مسائله بالوضع الذي نعيشه منذ قرنين، حيث انقطعت الصلة بيننا وبين إنجازات ومنطق تراثنا الثقافي. المشكل الذي نواجهه هنا هو هل يضع الدارس نفسه قبل أو بعد هذه القطيعة مع التراث، وهي قطيعة قد حصلت وتكرست. هل يشعر بها، يعترف بها، أم لا؟ ولا يحق لنا أن نخلط بين المنهج والأسلوب. نستطيع مثلا أن نختار بين أسلوب هذه المدرسة الاقتصادية أو تلك، ولكن هناك منهج أساسي واحد هو الأصل في علم الاقتصاد، وعلى هذا المستوى لا يوجد خيار: إما العلم وإما الرأي. عندما أتكلم على المنهج أعني في الواقع منطق الفكر الحديث بعد أن انفصل عن الفكر القديم."
لكن العروي يعتقد أن التحول إلى الحداثة يقتدي على المجتمعات العربية القيام بإنشاء الدولة الحديثة أولا ولا معنى في نظره تحقيق تحولات في مبادئ جزئية للحداثة (الديمقراطية، الليبرالية، المجتمع المدني..الخ) قبل إقامة الدولة الحديثة أولا، وهذه الفكرة لدى العروي موضوع مركزي في كتابه (مفهوم الدولة).
بخصوص سؤال التأريخ؛ يرى المفكر عبد الله العروي أن المؤرخ، هاهنا، لا يعني ذلك الباحث الذي يجري وراء جمع الأخبار، ويعمل على الماضي ويسعى إلى المحافظة على الآثار الباقية، فإذا كان المؤرخ/ الباحث من هذا الصنف، فهو في نظر العروي حافظٌ أو خازنٌ أو قيِّمٌ. لذا ذهب العروي إلى اختلاق مصطلح خاص بهذا النوع من الباحثين؛ وهو مصطلح «الأرّاخ».

### عوائق الحداثة[15]
لكن العروي يرى أن فلسفة الحداثة تواجهها عوائق أمام تحقيقها وهي:
-العائق الأول يتمثل في التمسك بالأصالة، بمعنى التمسك بأسلوب التفكير المتوارث في الفكر العربي الذي يؤدي إلى الثبات وعدم التطور، والذي ينعكس على اللغة المستخدمة وأولوية الاسم على الفعل حيث يقول في كتابه (مفهوم العقل:359-360):
خلاصة القسم الأول هي أن العقل المطلق، رغم اختلاف المشارب والمسالك، يؤدي حتما إلى عدم التمييز بين المفهومين. العقل فعال بطبعه: يقول ذلك بعبارات متباينة غير متناقضة الحكيم والمتكلم والمتصوف والفقيه والمحدث. تحارب هؤلاء فيما بينهم حروبا عنيفة لكن على الأطراف والتخوم لا على المعاقل والحصون. اختلفوا حول العبارات والأحكام، أما التصورات والتوجهات فكانت واحدة، مما مهد الطريق للانتقاء كما أوضحنا ذلك في محله. العقل عندهم جميعا تأويل، تطلع إلى الأول والأولي، فهو عقل الأمر والاسم والعلم هو فقه الأوامر. ما سمي الواقع واقعا إلا لأنه وقع من أعلى وكان ثنيا على بدء...واضح ما لهذا الموقف المعرفي من استتباعات على كل المستويات، أهمها خاص بحد المكان والزمن.
فلا عجب إذا رأينا هذه الوضعية تنعكس في اللغة. الاسم سابق على الفعل يقول الزجاجي مع سائر النحاة: «والحدث المصدر وهو اسم الفعل والفعل مشتق منه». اللغة نحو الكون: لا حركة إلا بعد سكون ولا فعل إلا مضارع لاسم. صدق النحاة: النحو منطق العربية كما أن المنطق الأرسطي نحو اليونانية، لكنهم لم يروا أن كل من النحو والمنطق انعكاس لعقل المطلق. البرهان الثلاثي برهان تام منغلق على نفسه لأنه يدور كله في نطاق الحد أي «الأمر». ما كان له أن يتم وينغلق لو عقل الفعل المتجدد. لو فعل ذلك لانحل من جديد في القياس الثنائي المبني على المماثلة والمحاكاة. لكل هذا مقابل في اللغة: الجملة الاسمية هي الغالبة على التعبير والجملة الفعلية عائدة إليها إذ تؤدي بكيفية أو بأخرى معنى الثبوت والدوام: الماضي ثابت ولا فرق في لفظ الفعل بين الحال والمستقبل.
-العائق الثاني يكمن في اعتقاد العرب أنهم يمكنهم تجاوز الحداثة على الاعتبار أن الغرب قد تجاوزوها إلى ما بعد الحداثة أو إلى نقد الحداثة، لكن العروي يعتقد أن المجتمعات لا يمكنها تخطي الحداثة وإنما يجب أن تمر عليها لأنها قدر محتوم لا يمكن الولوج نحو التقدم إلا من خلالها.
-أما العائق الثالث في نظره فهو محاولة الظن بأن التطبيق الشكلي لمقومات الحداثة يكفي للتحول نحو الحداثة وهذا خطأ فالتحول للحداثة يجب أن يكون عميقا يمس تفكير المجتمع ومستويات الدولة وفي هذا الصدد في حوار مع (صحيفة العالمية)  يقول العروي:
"ندعو اليوم للحداثة من بوابات متعددة بوابة الدولة وبوابة المجتمع المدني وبوابة الأحزاب السياسية، إلي غير ذلك. هناك أصوات تتعالي من أجل المطالبة بالحداثة لكن السؤال الذي يحاصرنا هل فعلا لنا شروط إنجاز هذه الحداثة؟
الواقع أن هناك عملية التعريب. نطالب بكل شيء علي هامش الحداثة، لكن عمق الحداثة غائب.ماذا يقول بعض المثقفين الآن. يتكلمون علي ما بعد الحداثة، كما لو أننا كنا قد حققنا الحداثة والآن نعيش ما فوق الحداثة كما لو كانت الحداثة موضة. فلما تتكلم علي المينيجيب مثلا، تقول الآن مر زمن المينيجيب، وعندما تتحدث عن الحداثة، يقول الحداثة.... لا، الآن نحن ما بعد الحداثة، اين ما بعد الحداثة، في أي بلد في أي سماء. "
إيمانا من العروي بسطوة هذه القضية وأهميتها ففي محاضرة له حول عوائق الحداثة يقول: "لست من الذين يقفون اليوم على قبر لينين وماو· لكني أرى اليوم أن تجربة القرن العشرين تشير إلى أنه لا يمكن معارضة الحداثة إلا بتجاوزها، ولا يمكن تجاوزها إلا باستيعابها. قلت هذه الكلمة قبل سنين وهاجمني من أجلها من هاجمني، فأنا أعيدها اليوم وأتأسف لضرورة التكرار·.. الحداثة موجة العوم ضدها مخاطرة، ماذا يبقى؟ إما الغوص حتى تمر الموجة فوق رؤوسنا فنظل حثالة، وإما نعوم معها بكل ما لدينا من قوة فنكون مع الناجين في أية رتبة كان...
تسألون: ما هي العوائق؟ استخلصوها أنتم من عرضي هذا، وهذا هو المنهج القويم· العائق الأول - كما تبين - فكري، هو المعارضة الغبية الجاهلة أو التأييد الماكر· القول: إن الحداثة كانت مروقا، تنطعا، جهالة ندم عليها أصحابها فلزمت التوبة على القائمين عليها والقائلين بها والداعين إليها، هذا عائق لا سبيل إلى استئصاله، فأمره موكول إلى الحداثة ذاتها، إما تقهره وإما يتلفها، وإذا كان التلف فكلنا خاسرون·
أما العوائق الأخرى فيمكن أن نساهم في معالجتها ولو بتشخيصها. هي تلك التي تمت بسبب ما إلى إحدى مكونات الحداثة. كل ما يعوق تحرير الفرد من مختلف التبعيات: السياسية، الاجتماعية، العائلية، العشائرية، الفكرية يعوق التحديث. كل ما يعوق الحريات المدنية والسياسية يعوق التحديث. كل ما يعوق الديموقراطية في سيادة الشعب (شعب الأحياء لا شعب الأموات) يعوق التحديث. كل ما يعوق العقلانية العلمية (منطق التجربة والاستقراء) باللجوء إلى الغيبيات في حياتنا اليومية، في كل حركاتنا وسكناتنا، في مأكلنا وملبسنا ودوائنا، في ما نقرأ ونشاهد، يعوق التحديث."

## أعماله
بدأ عبد الله العروي النشر سنة 1964 تحت اسم مستعار (عبد الله الرافضي). احتوى نتاجه الإبداعي على دراسات في النقد الإيديولوجي وفي تاريخ الأفكار والأنظمة وأيضا العديد من النصوص الروائية. نشر أعماله في مجموعة من المجلات: أقلام (الرباط)، مواقف (بيروت)، دراسات عربية (بيروت)، (بالفرنسية: Les temps modernes)، ديوجين (باريس).

### مؤلفاته
- الغربة، رواية، 1971.
- الإيديولوجيا العربية المعاصرة، تعريب محمد عيتاني، وتقديم مكسيم رودنسون، 1970
- العرب والفكر التاريخي،1973
- اليتيم: رواية، 1978
- مفهوم الإيديولوجيا، 1980
- مفهوم الحرية، 1981
- مفهوم الدولة، 1981
- ثقافتنا في منظور التاريخ، 1983
- مجمل تاريخ المغرب، 1984
- الفريق، رواية، 1986
- أوراق، سيرة ذاتية، 1989
- مفهوم التاريخ، 1992
- مفهوم العقل، 1996
- غيلة: رواية
- السنة والإصلاح
- من ديوان السياسة، 2009
- خواطر الصباح (يوميات من أربعة أجزاء، آخرها صدر سنة 2015)
- استبانة، 2016 [17]
- بين الفلسفة والتاريخ 2020[18]

### ترجمة
- تأملات في تاريخ الرومان أسباب النهوض والانحطاط ، مونتسكيو 2011
- دين الفطرة
- تعريب لاعتراف قس من سافوا مأخوذ من مؤلف أميل (Emile) للفيلسوف الفرنسي جان جاك روسو

## جوائز
- جائزة «شخصية العام الثقافية» في الدورة الحادية عشرة لجائزة الشيخ زايد للكتاب 2017.[19]